# Manfred Poerschke
Manfred Poerschke (ur. 26 lutego 1934 w Dortmundzie) – niemiecki lekkoatleta, sprinter, wicemistrz Europy z 1958.  W czasie swojej kariery reprezentował Republikę Federalną Niemiec.
Specjalizował się w biegu na 400 metrów. Startując we wspólnej reprezentacji Niemiec zajął 4. miejsce w sztafecie 4 × 400 metrów podczas igrzysk olimpijskich w 1956 w Melbourne.
Zdobył srebrny medal w tej konkurencji na mistrzostwach Europy w 1958 w Sztokholmie. Sztafeta niemiecka biegła w składzie: Carl Kaufmann, Poerschke, Johannes Kaiser i Karl-Friedrich Haas.
Poerschke był mistrzem RFN w sztafecie 4 × 400 metrów w latach 1956–1958 i 1960. Zdobył brązowy medal w biegu na 400 metrów w 1957. W hali był wicemistrzem RFN w biegu na 400 metrów w 1958 oraz mistrzem w sztafecie 4 × 400 metrów w 1957, 1958 i 1960.
Jego rekord życiowy w biegu na 400 metrów wynosił 47,0 s. Został ustanowiony 27 września 1957 w Dortmundzie.